# Zrizer
Zrizer (franska: Zrizer (CR), Zrizer (Commune Rurale), arabiska: أولاد داود) är en kommun i Marocko.   Den ligger i provinsen Taounate och regionen Fès-Meknès, i den nordöstra delen av landet, 210 km öster om huvudstaden Rabat. Antalet invånare är 7 934.